# Шарлотте Коефоед
Шарлотте Коефоед (дан. Lotte Koefoed, 17 вересня 1957) — данська академічна веслувальниця.
Бронзова призерка Олімпійських Ігор 1984 року в складі парної четвірки зі стерновою.